# نيسان فانيت
نيسان فانيت (بالإنجليزية: Nissan Vanette)‏ هي سيارة من تصنيع شركة نيسان موتورز.